# زمنتسی
زمنتسی (به بلغاری: Zementsi) یک منطقهٔ مسکونی در بلغارستان است که در شهرستان کروشاری واقع شده‌است.